# Війна короля Вільгельма
Війна́ короля́ Вільге́льма (також відома як Дру́га індіа́нська війна́, війна́ отця Бодуа́на, війна́ Касті́на, у французькій літературі — Пе́рша міжколоніа́льна війна́) — північноамериканський театр воєнних дій війни Аугсбурзької ліги (1688—1697). Перша колоніальна війна між Англією та Францією за володіння в Північній Америці. Обидві сторони здобули підтримку з боку корінних індіанських племен, що заселяли їхні колонії.
Під час війни короля Вільгельма ні Англія, ні Франція не збиралися послабити свої позиції в Європі, щоб докласти більше зусиль для війни в колоніях. Французи та індіанці вабанакі змогли зупинити просування англійців в Акадії. За умовами Рейсвейкського миру 1697 року кордони між Новою Францією та Новою Англією залишився незміненим.

## Північна Америка в кінці XVII століття
Станом на початок війни у Північній Америці було приблизно 154 тисячі англійських поселенців. Їхня чисельність була більша за кількість французів у відношенні 12:1. Однак англійці проживали в кількох колоніях на узбережжі Атлантичного океану, що заважало їм ефективно співпрацювати. Колонії були охоплені Славетною революцією 1688 року, яка спричинила зростання напруги серед колоністів. До того ж, англійці не мали військового керівництва, а їхні відносини з корінним індіанським народом ірокезів були напруженими.
Нова Франція була поділена на три частини: Акадію на узбережжі Атлантики, Канаду уздовж річки Святого Лаврентія та Луїзіану вздовж річки Міссісіпі від Великих озер до Мексиканської затоки. Станом на 1689 рік у французьких колоніях проживало 14 тисяч французів. Хоча кількість французів у Північній Америці була значно меншою за англійців, вони були політично об'єднані, а значна частина чоловіків мали військовий досвід. Через свою меншість порівняно з англійцями французи налагодили хороші взаємини з індіанцями.

## Причини війни
1688 року під час Славетної революції було повалено католицького короля Англії Якова II, після чого престол посіли протестантський король Вільгельм III Оранський та королева Марія II. Повалений король Яків II втік до Франції. Новий король Вільгельм долучив Англію до Аугсбурзької ліги і таким чином вступив у війну коаліції європейських держав проти Франції.
Між Новою Францією та північними англійськими колоніями існувала напруга. 1686 року колонії Нової Англії та деякі на південь від неї були об'єднані в домініон Нова Англія. Англійські колонії в союзі з ірокезами боролися проти Нової Франції та індіанців вабанакі. З 1680 року ірокези контролювали економічно важливу торгівлю хутром у регіоні Великих озер. На прохання англійських колоністів ірокези перервали торгівлю між Новою Францією та індіанськими племенами на захід. У відповідь французи атакували плем'я сенека в провінції Нью-Йорк. Англійці ж підтримали ірокезів під час їхнього набігу на Лашін у Новій Франції.
Подібна ситуація існувала на прикордонні між Новою Англією та Акадією. Нова Франція визнавала межу з Новою Англією на цьому відтинку по річці Кеннебек у південній частину Мену. Англійські колоністи з Массачусетсу розширювали свої володіння в регіоні. Щоб підтвердити свої претензії на територію, французи заснували кілька католицьких місій у трьох найбільших індіанських селах Мену: Норриджвок на березі річки Кеннебек, Пенобскот на березі однойменної річки та Медактик на березі річки Сент-Джон. У свою чергу, п'ять індіанських племен в Акадії створили конфедерацію вабанакі з метою укладення союзу з Новою Францією та зупинення англійської експансії.

## Перебіг подій

Військові кампанії під час війни короля Вільгельма

### Нова Англія, Акадія та Ньюфаундленд
Театр воєнних дій війни короля Вільгельма в Новій Англії, Акадії та Ньюфаундленді відомий також як війна отця Бодуана або війна Кастіна.
У квітні 1688 року англійський колоніальний губернатор Едмунд Андрос сплюндрував дім священника Жана-Вінсента д'Аббаді де Сан-Кастіна на узбережжі затоки Пенобскот (нині Кастін, штат Мен). У серпні того ж року англійці здійснили рейд до села Шедабукту. У відповідь де Сан-Кастін разом індіанцями вабанакі розпочав кампанію вздовж північно-східного узбережжя та кордону Нової Англії й Акадії. 13 серпня 1688 року в Нью-Дартмуті вони вбили кількох поселенців. За кілька днів під час бою в Ярмауті вони вбили двох осіб. Восени того ж року в Кеннебанку вони вирізали дві сім'ї.
У червні 1689 року кількасот індіанців абенакі та пеннакуків на чолі з вождями Канкамагусом й Месандовітом здійснили рейд у Довер, Нью-Гемпшир, де вбили понад 20 та взяли в полон 29 осіб, згодом проданих у Новій Франції. У Сако вони вбили чотирьох осіб. У відповідь група з 24 англійців вирушила на пошуки полонених та з метою переслідування індіанців. Після втрати чверті солдатів у боях з індіанцями група була змушена повернутися.
У серпні 1689 року де Сан-Кастін та отець Луї-П'єр Тюрі на чолі загону абенаків захопили і знищили форт Пемаквід (нині Бристоль, штат Мен). Падіння Пемаквіда стало значною поразкою англійців. Таким чином, межа була відсунута до форту Каско (нині Фалмут).
У відповідь на франко-індіанські набіги Нова Англія спорядила майора Берджаміна Черча у похід до Акадії. Під час війни короля Вільгельма Черч очолив чотири англійські рейди проти акадійців та вабанаків. Під час першої експедиції, що розпочалася 21 вересня 1689 року, Черч на чолі загону чисельністю 250 солдатів захищав групу англійських поселенців, які намагалися закріпитися у Фалмуті. Індіанці вбили 21 солдата Черча, однак оборонні дії його військ призвели до відступу вабанаків. Тоді Черч повернувся до Бостона, залишивши невелику групу англійських поселенців незахищеною. Навесні 1690 року 400 французів та індіанців на чолі з де Сан-Кастіном знищили поселення Салмон-Фоллз, після чого повернулися до Фалмута й у битві за форт Лоял вирізали всіх тамтешніх англійців. Убитих людей поховали влітку того ж року, коли до Фалмута повернувся Черч. Падіння форту Лоял спричинило те, що майже все населення Мену покинуло край. Відтак, індіанці отримали змогу атакувати Нью-Гемпшир.

#### Битва за Порт-Роял (1690)
У відповідь на індіанські набіги війська Нової Англії на чолі з Вільямом Фіпсом атакували Порт-Роял — столицю Акадії. 9 травня 1690 року розпочалася битва за Порт-Роял. До форту Фіпс прибув з 736 солдатами на семи кораблях. Місцевий губернатор де Меневаль оборонявся протягом двох днів, після чого капітулював. Гарнізон французів ув'язнили у церкві, а де Меневаля — в його домі. Мешканців Форт-Рояла змусили скласти присягу королю Англії.
Згодом Фіпс покинув Форт-Роял, однак у червні туди прибули кораблі з Нью-Йорка, що призвело до більших руйнувань. Англійці спалили й пограбували поселення, зокрема парафіяльну церкву. Після цього англійці вдруге покинули форт. Губернатор Акадії Жозеф Робіно де Вільбон перемістив столицю колонії на безпечнішу територію — у форт Нашваак (нині Фредериктон, Нью-Брансвік), що залишався столицею до 1699 року.
11 вересня 1690 року біля затоки Каско висадилася друга експедиція Черча чисельністю 300 солдатів. Його метою було звільнити англійський форт Педжпескот (нині Брансвік, штат Мен), який захопили вабанаки. Черч піднявся річкою Андроскоггін до форту Педжепскот. Звідти він пройшов 64 км вище за течією до Лівермор-Фоллс, де атакував поселення індіанців. Солдати Черча вбили кількох індіанців під час їхнього відступу. У вігвамах Черч виявив п'ятьох полонених англійців. Також його війська в поселенні вбили 6-7 індіанців та взяли в полон дев'ятьох. За кілька днів вабанакі атакували Черча в Кейп-Елізабет, вбили сімох та поранили 24 його солдатів. 26 вересня Черч повернувся до Портсмута в Нью-Гемпширі.
9 червня 1691 року загін із двохсот індіанців на чолі з вождем Моксусом атакував місто Веллс, в якому тоді було 80 будинків. Однак капітанові Джеймсу Конверсу та його ополченню вдалося захистити лейтенанта Джозефа Сторера. Інший вожль, Мадокавандо, погрожував повернутися наступного року й «вигнати пса Конверса зі свого лігва».
Під час відступу індіанці біля поселень Йорк та Кейп-Неддік спалили хутір і захопили кілька суден, вирізавши майже весь їхній екіпаж.
На початку 1692 року близько 150 абенаків на чолі з офіцерами з Нової Франції повернулися до Йорка, вбили приблизно 100 тамтешніх англійських поселенців та спалили майже всі зведені ними будівлі.
Третю експедицію до Акадії Черч очолив 1692 року. Загін із 450 солдатів атакував Пенобскот, після чого Черч рушив на Таконок (нині Вінслов, штат Мен).
1693 року фрегати з Нової Англії знову атакували Форт-Роял, спаливши майже десяток будинків і три комори, наповнені зерном.
18 липня 1694 року французький солдат Клод-Себастьян де Вільє на чолі 250 абенаків з Норриджвока, якими також командував їхній вождь Бомазін, здійснили рейд на Дарем у Нью-Гемпширі. Загалом французи й індіанці вбили 104 мешканців та полонили ще 27.

#### Облога Пемаквіда (1696)

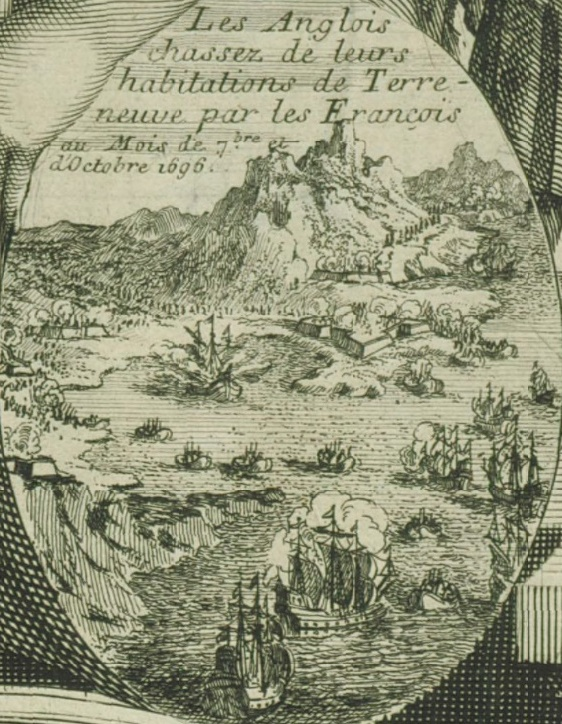
Пограбування англійських поселень на Авалон (півострів), 1696

1696 року Нова Франція та вабанакі на чолі з Сан-Кастіном та П'єром Ле Мойном д'Ібревіллем рушили в похід проти англійців, проти яких вели морський бій біля Сент-Джона. Далі вони рушили до Пемаквіда (нині Бристоль, штат Мен), який взяли в облогу. Після цього д'Ібревілль на чолі 124 канадців, акадійців, мікмаків та абенаків здійснив кампанію на півострів Авалон. На Ньюфаундленді французи й індіанці знищили майже всі англійські поселення, вбили понад 100 англійців, у кілька разів більше захопили в полон, а близько 500 осіб депортували в Європу — до Англії або Франції.
У відповідь на такі дії Черч здійснив свою четверту експедицію в Акадію в Акадію, атакувавши перешийок Чігнекто та форт Нашваак — тодішню столицю Акадії.

### Квебек та Нью-Йорк
У серпні 1689 року військо з 1500 ірокезів з метою помсти за дії губернатора Денонвілля атакували французьке поселення Лашін. Граф Фронтенак, що невдовзі замінив Денонвілля на посаді губернатора, здійснив рейд на ірокезьке поселення Онондага. На початку 1690 року французи та індіанці завдали удару по англійських прикордонних поселеннях; зокрема, в Скенектаді в Нью-Йорку відбулася жорстока різанина.

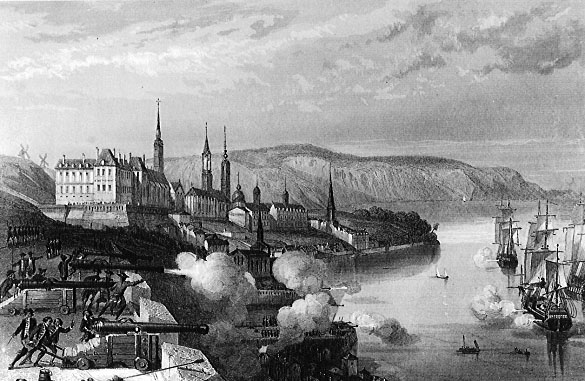
Французькі батареї обстрілюють англійський флот під час битви при Квебеку

У відповідь на це англійці організували дві військові кампанії: експедиція коннектикутського місцевого ополчення на чолі з Фітц-Джоном Вінтропом, що атакувала Монреаль, та експедиція Вільяма Фіпса, що вдарила на місто Квебек. Через поширення захворювань серед солдатів та нестачу провіанту експедиція Вінтропа зазнала невдачі. Фіпс зазнав поразки у битві при Квебеку. Експедиції до Квебеку та Порт-Рояла стали єдиними масштабними наступальними кампаніями англійців під час війни короля Вільгельма. Надалі англійці вели переважно оборонні бої, вступаючи в дрібні сутички та проводячи рейди у відповідь на дії противників.
Становище ірокезів погіршилося у зв'язку зі слабкістю їхніх англійських союзників. У 1693 та 1696 роках французи та індіанці здійснили масштабні набіги на поселення ірокезів у Нью-Йорку, при цьому реакція англійських колоністів була пасивною. Після укладення миру між Англією та Францією 1697 року ірокези, покинуті англійцями, продовжували воювати з Новою Францією до 1701 року, коли сторони уклали Великий Монреальський мир.

### Гудзонова затока

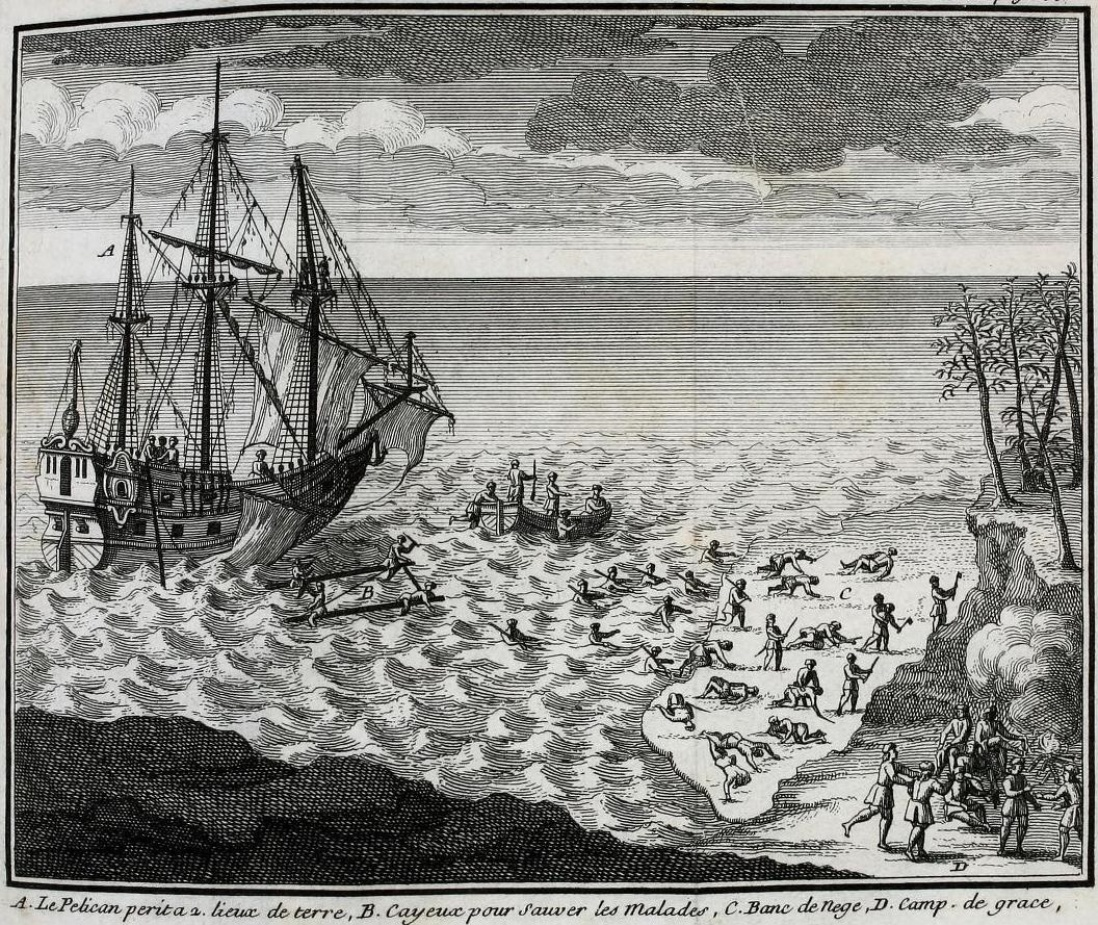
Тонення французького корабля «» під час, 1697

Під час війни короля Вільгельма тривала й економічна війна між Англією та Францією за вплив в Арктиці. На початку 1680-х років англійська Компанія Гудзонової затоки заснувала на берегах затоки Джеймс та на півдні Гудзонової затоки торговельні форпости. Внаслідок низки рейдів, організованих французьким губернатором Денонвіллем, що тривали протягом всієї війни Аугсбурзької ліги починаючи з так званої експедиції Гудзонової затоки 1686 року, більшість англійських форпостів, зокрема Муз-Фекторі, Йорк-Фекторі та Форт-Олбані, були захоплені французами, на чолі яких стояв д'Ібревілль.
Оскільки французькі сили були нечисельними, вони слабко контролювали захоплені англійські форпости. 1695 року англійці повернули Йорк-Фекторі. Однак уже 1697 року д'Ібревілль, маючи один корабель, завдав поразки трьом англійським, після чого здійснив спробу захоплення Йорк-Фекторі.

## Наслідки
У вересні 1697 року було укладено Рейсвейкський мирний договір, що закінчив війну між Англією та Францією. Згідно з договором, кордони між колоніями залишилися незміненими. Однак мир тривав недовго. За п'ять років розпочалася нова колоніальна війна — війна королеви Анни. Надалі ірокези залишалися нейтральними в англо-французьких конфліктах, тоді як напруження між Новою Англією та вабанакі зростало.
Умови Рейсвейкського миру не задовольняли Компанію Гудзонової затоки. Оскільки вона втратила всі свої торговельні форпости на берегах затоки ще до початку війни короля Вільгельма, за мирним договором та положенням про незмінність кордонів ці пости залишалися під французьким контролем. Однак за Утрехтським миром 1713 року компанія повернула свої володіння.